# سیارک ۶۶۳۱
سیارک ۶۶۳۱ (به انگلیسی: 6631 Pyatnitskij، نامگذاری:1983RQ4) شش هزار و ششصد و سی و یکمین سیارک کشف شده‌است که در ۴ سپتامبر ۱۹۸۳ کشف شد.
قدر مطلق سیارک برابر ۱۳٫۱۰ است.